# FIR (signalbehandling)

Ett FIR filter av ordningen N. Varje fördröjningsenhet är en z^{−1} operator vid Z-transformering.

FIR, Finite impulse response, betecknar en typ av filter för digitala system. Kännetecknande för dem är att impulssvaret är noll utanför ett visst begränsat intervall. Om h(n) = 0 för n < 0 och n >= M så är utsignalen y(n):
{\displaystyle y(n)=\Sigma _{k=0}^{M-1}h(k)x(n-k)}
Detta kan tolkas som att utsignalen är en viktad linjärkombination av de M senaste insignalsvärdena. Man brukar säga att FIR-filter enligt ovan har ett minne på M sampel.
Ett FIR-filter kräver oftast mycket mera beräkningskraft än ett IIR-filter för motsvarande frekvensrespons, särskilt om systemets samplingsfrekvens är mycket högre än det frekvensområde man vill filtrera i. Detta på grund av att "fönstret" blir långt och  många samples måste multipliceras med impulssvaret. Dock är FIR-filter alltid stabila och har renare fasegenskaper.
Ett exempel på ett mycket enkelt FIR-filter är ett glidande medelvärde. Samtliga filtrets tappar har då värdet 1/n, där n är fönstrets längd.
Vissa processorarkitekturer, särskilt avsedda DSP, har en instruktionsuppsättning som underlättar beräkningen av FIR-filter, till exempel går det att utföra operationen "multiply and accumulate" (y:=y+h[k]*x) under en enda klockcykel.